# Palača Drottningholm
Palača Drottningholm (švedsko Drottningholms slott) ali Drottningholm, ena od švedskih kraljevih palač v bližini švedske prestolnice Stockholm, je zasebna rezidenca švedske kraljeve družine.
Stoji na otoku Lovön v občini Ekerö v okrožju Stockholm. Zgrajena je bila konec 17. stoletja in je bila večino 18. stoletja redna poletna rezidenca švedskega kraljevega dvora.
Palača Drottningholm je priljubljena turistična atrakcija.

## Izvor
Ime Drottningholm (dobesedno pomeni 'kraljičin otoček') izvira iz prvotne renesančne stavbe, ki jo je zasnoval Willem Boy, kamnite palače, ki jo je leta 1580 zgradil Ivan III. Švedski za svojo kraljico Katarino Jagelonsko. Pred to palačo je stala kraljeva graščina z imenom Torvesund.
Kraljica vdova regentka Hedviga Eleonora je grad kupila leta 1661, leto po koncu njene vloge švedske kraljice, vendar je 30. decembra istega leta zgorel do tal. Hedviga Eleonora je najela arhitekta Nikodema Tessina starejšega, da bi zasnoval in obnovil grad. Leta 1662 so se začela dela na obnovi stavbe. Ko je bil grad skoraj dokončan, je Tessin leta 1681 umrl. Njegov sin Nikodemus Tessin mlajši je nadaljeval njegovo delo in dokončal dovršeno notranjo opremo. Flamski kipar Nicolaes Millich je za veliko stopnišče in dvorano izdelal marmorne skulpture devetih muz, skupaj s serijo doprsnih kipov gotskih kraljev. Poleg tega je izdelal tudi portrete doprsnih kipov kralja Karla X. Gustava, njegove žene Hedwige Eleonore in obeh njunih sinov, mladega kralja Karla XI., verjetno tudi Magnusa Gabriela De la Gardieja in njegove žene Marije Evfrozine, sestre kralja Karla X. Gustava. Millich in njegov pomočnik Burchard Precht sta izdelala tudi dekorativne lesene rezbarije v spalnici kraljice vdove.
Med obnovo je bila Hedwiga Eleonora od leta 1660 do 1672 na čelu regentstva še mladoletnega kralja Karla XI. Švedskega. Švedska je po Vestfalskem miru postala mogočna država. Položaj kraljice, v bistvu vladarice Švedske, je zahteval impresivno rezidenco, ki je bila priročno blizu Stockholma.
Med vladavino švedskih kraljev Karla XI. in Karla XII. je bil kraljevi dvor pogosto prisoten v palači, ki je bila uporabljena za lov. Hedvika Eleonora je palačo uporabljala kot poletno rezidenco vse do svoje smrti leta 1715, ko je med odsotnostjo Karla XII. v veliki severni vojni (1700–1721) postala nesporna gostiteljica kraljevega dvora.

### 18. stoletje
Drottningholm je redno služil kot poletna rezidenca kraljevega dvora skozi celotno 18. stoletje. Po smrti Hedwige Eleonore leta 1715 sta kraljica Ulrika Eleonora Švedska in kralj Friderik I. Švedski poleti uradovala v palači.
Leta 1744 je kralj Friderik I. palačo podaril takratni prestolonaslednici, kasneje švedski kraljici, Louisi Ulriki Pruski, ko se je poročila z Adolfom Friderikom Švedskim, ki je leta 1751 postal švedski kralj. Med Ulrikinim lastništvom Drottningholma je bila notranjost palače preoblikovana v bolj prefinjen francoski rokokojski slog. Louisa Ulrika je bila zaslužna tudi za obnovo gledališča v palači Drottningholm v velikem slogu, potem ko je skromnejša prvotna stavba leta 1762 zgorela. Louisa Ulrika in Adolf Frederick sta med svojo vladavino (1751–1771) še naprej živela v palači. Leta 1777 je Louisa Ulrika prodala Drottningholm švedski državi.
Medtem ko je bil v lasti švedske države, je palačo uporabljal švedski kralj Gustav III., sin Louise Ulrike, kot poletno rezidenco, v palači pa se je odvijalo veličastno dvorno življenje, kar velja za veliko obdobje za palačo, ki je bila znana po razkošnih maskah in velikih gledaliških svečanostih ter turnirjih, ki so se odvijali na vrtovih. Med vladavino Gustava IV. Adolfa Švedskega (vladavina 1792–1809) in Karla XIII. Švedskega (vladavina 1809–1818) se je palača postopoma uporabljala bolj občasno. Leta 1797 je bila to kraj velikih praznovanj, ko so tam ob prihodu na Švedsko sprejeli kraljevo nevesto Frederico Badensko, med katerimi je bil na vrtu palače uprizorjen zadnji tako imenovani vrtiljak oziroma turnir. Po državnem udaru leta 1809 je bil odstavljeni Gustav IV. Adolf enajst dni zadržan pod stražo v kitajskem salonu.

### 19. stoletje
Med vladavino Karla XIV. Janeza Švedskega (vladavina 1818–1844) je bila palača zapuščena. Kralj jo je imel za simbol stare dinastije, Drottningholm pa je bil prepuščen propadanju. Stavbe so poškodovale naravne sile, njihov inventar pa je bil bodisi odpeljan bodisi prodan na dražbi.
Očitno je bila v tem obdobju palača prvič odprta za javnost: leta 1819 je bil omenjen ogled, javnost pa je park uporabljala za piknike. Občasno so zemljišče uporabljali za javne prireditve: leta 1823 so ob prihodu na Švedsko sprejeli nevesto prestolonaslednika Jožefino Leuchtenberško, njen god pa so še naprej praznovali tukaj. V vrtovih palače so sprejemali tuje goste, kot je bil car Nikolaj I. Ruski.
Oskar I. Švedski se je zanimal za palačo in čeprav je imel palačo Tullgarn raje kot poletno rezidenco, je poskrbel za njeno ohranitev s prvimi popravili leta 1846. Uporabljal jo je tudi za javna praznovanja, kot je bil sprejem za pan-skandinavske študente leta 1856, leta 1858 pa se je v palači rodil bodoči Gustav V. Švedski. Karel XV. Švedski je imel Ulriksdalovo palačo raje kot svojo poletno rezidenco in je ignoriral Drottningholm, vendar je Oskar II. Švedski nadaljeval s popravili.
Tako Oskar I. kot Oskar II. Švedski sta bila kritizirana zaradi posodobitve palače in njene prilagoditve sodobni modi, namesto da bi jo obnovila v prvotno stanje, in šele med vladavino Gustava V. sta bila palača in okolica obnovljena v prvotno stanje iz 18. stoletja. Leta 1907 se je začela obsežna štiriletna obnova palače, da bi jo obnovili v prvotno stanje, nakar jo je kraljevi dvor spet začel redno uporabljati.

### Kraljeva rezidenca
Od leta 1981 kralj Karel XVI. Gustav Švedski in kraljica Silvija Švedska prebivata v južnem krilu palače. Drugi deli palače so odprti za javnost. V tem času je bila v palači, tako kot v Stockholmski palači, nameščena tudi enota kraljeve straže. Med pandemijo covida-19 sta kralj in kraljica del svojega dela opravljala iz svojega doma v palači. Sicer pa je njuno uradno delovno mesto ostalo v Stockholmski palači.
Za kraljičin 50. rojstni dan leta 1993 ji je družina Wallenberg podarila plavalni paviljon v vrednosti 9 milijonov švedskih kron, ki je bil urejen na dvorišču južnega krila. Da bi dobili dovoljenje za gradnjo paviljona, je bil zgrajen tako, da bi ga lahko porušili, ne da bi pri tem poškodovali prvotno palačo. Leta 2018 je bil paviljon obnovljen za 744.000 švedskih kron, ki so jih odvzeli iz davkoplačevalskega denarja, saj zdaj velja za del državne stavbe in je kot tak naloga države, da ga vzdržuje.

## Palača
Palača in njeno okolico sta bila v zadnjih 400 letih deležna številnih prenov, sprememb in dozidav. Največja prenova, v kateri so bili nameščeni ali posodobljeni elektrika, ogrevanje, kanalizacija in vodovodne napeljave ter zamenjana grajska streha, je potekala med letoma 1907 in 1913. V 20-letnem obdobju, ki se je začelo okoli leta 1977, je bilo obnovljenih in obnovljenih več večjih delov palače. Veliko pozornosti sta bili namenjeni knjižnici in narodni dvorani, po celotni palači pa je bila nameščena protipožarna zaščita. Leta 1997 so se začela dela za čiščenje in obnovo zunanjih zidov. To je bilo končano leta 2002.

### Dvorna cerkev
[[File:Drottningholms slottskyrka.jpg|thumb|upright|left|Cerkev je zasnoval in postavil Nikodem Tessin starejši. Dokončal jo je njegov sin maja 1746.
Še vedno jo uporabljajo prebivalci župnije Lovön, ki v cerkvi molijo vsako zadnjo nedeljo v mesecu. V grajski cerkvi so še vedno v uporabi Cahmanove orgle iz leta 1730. Drug pomemben predmet je tradicionalna cerkvena tapiserija, ki jo je izdelal Gustav V. Švedski.

### Dvorno gledališče
Dvorno gledališče Drottningholm je operna hiša v palači. Še vedno je v uporabi, njeni poletni operni festivali pa so precej priljubljeni. Občasno gostuje tudi Kraljeva švedska operna skupina.
=== Kitajski paviljon
Kitajski paviljon, ki je na območju parka dvorca Drottningholm, je kraljevi paviljon, navdihnjen s kitajskega vidika, zgrajen v letih 1763–1770.

## Vrtovi
Vrtovi in parkovne površine, ki obkrožajo grad in njegove stavbe, so ena glavnih atrakcij za turiste, ki vsako leto obiščejo palačo. Vrtovi so bili urejeni postopoma od izgradnje gradu, kar je privedlo do različnih slogov parkov in vrtov.

### Baročni vrt
Najstarejši del vrtov je nastal konec 17. stoletja pod vodstvom Hedwige Eleonore. Oče in sin Tessin sta vodila projekt, ki je ustvaril baročni vrt tik pred glavno palačo, obdano z gostimi drevoredi. Številne kipe, raztresene po tem območju, je ustvaril umetnik Adrian de Vries; švedska vojska jih je odnesla kot vojni plen iz palače Wallenstein v Pragi, medtem ko sta bila dva marmorna leva na glavnih vratih palače prepeljana iz gradu Ujazdów v Varšavi. Baročni vrt je bil v 19. stoletju skupaj s preostalim območjem zanemarjen, a je bil v 1950-ih obnovljen na pobudo švedskega kralja Gustava VI. Adolfa.

### Angleški vrt
Gustav III. Švedski je prevzel pobudo za angleški krajinski vrt Drottningholm. Leži severno od baročnega vrta in je sestavljen iz dveh ribnikov s kanali, mostov, velikih odprtih trat in dreves v skupinah ali avenijah. Po tem velikem delu parka so urejene sprehajalne poti.
Na tem območju so vidne 'razgledne točke', očiščene linije pogleda, ki so namerno zgrajene tako, da pritegnejo pogled k določenemu razgledu. Večino starinskih marmornih kipov po vrtovih je Gustav III. kupil v Italiji. Namen kipov je presenetiti obiskovalca s svojim nepričakovanim pojavom na zelenem območju ali kot osrednja točka za razgled.

## Unescova svetovna dediščina
Palača je uvrščena na seznam svetovne dediščine Unesca, predvsem zaradi gledališča palače Drottningholm in kitajskega paviljona. Na seznam je bila dodana leta 1991. UNESCO-vi komentarji so bili:
»Kraljevska posest Drottningholm stoji na otoku v jezeru Mälar v predmestju Stockholma. S svojo palačo, odlično ohranjenim gledališčem (zgrajenim leta 1766), kitajskim paviljonom in vrtovi je najboljši primer severnoevropske kraljeve rezidence iz 18. stoletja, ki jo je navdihnila Versajska palača.

## Galerija
- Vzhodna fasada
- Pogled na palačo s Herkulovim vodnjakom spredaj
- Stroge linije baročnega vrta
- Kitajski paviljon v Drottningholmu (Kina Slott)
- Vodnjak
- Zadnji del palače iz vrtov
- Pogled iz zraka nad režo Drottningholms

## External links
- Official website
- Drottningholm Palace park's 360x180 degree panorama virtual tour at stockholm360.net